# Tin Pan Alley Cats
Tin Pan Alley Cats es un cortometraje de dibujos animados, parte de la serie Merrie Melodies, de la Warner Bros., dirigido por Robert Clampett en 1943. Es una continuación del éxito Coal Black and de Sebben Dwarfs, también de 1943, y toca temas de la época como la cultura afroamericana, el jazz y la Segunda Guerra Mundial. Muestra una caricatura del músico de jazz Fats Waller en figura de gato. El centro del cortometraje es una secuencia de fantasía derivada de Porky in Wackyland (1938, en blanco y negro, también de Clampett), de la serie Looney Tunes.
Al igual que Coal Black and de Sebben Dwarfs, Tin Pan Alley Cats se basa en estereotipos, personajes y situaciones concernientes a afroamericanos, un criterio que con el tiempo dejó de ser aceptado en la industria. Al igual que otras películas de caricaturas de la Warner Bros. de temática similar, se retiró de la distribución televisiva desde 1968 e integra el grupo de películas animadas conocido colectivamente como los Censored Eleven.